# Barentsia variabilis
Barentsia variabilis är en bägardjursart som beskrevs av Calvet 1904. Barentsia variabilis ingår i släktet Barentsia och familjen Barentsiidae. Inga underarter finns listade i Catalogue of Life.